# Despachante
Um despachante é o profissional encarregado por conta de outrem de fazer requerimentos, encaminhamentos e dar início a trâmites burocráticos junto a órgãos da administração pública. Originalmente, o despachante era o profissional especializado no desembaraço de mercadorias que transitavam por alfândegas (aduana), hoje denominado despachante aduaneiro.

## Brasil
No Brasil existem diversos tipos de despachante, como o despachante de trânsito, especializado em documentação de veículos.
Atualmente, o termo também vem sendo aplicado ao despachante documentalista, um despachante de atividades mais amplas, ou seja, profissional especializado no trâmite de documentos, registros e licenças tais como carteira nacional de habilitação, documentação de veículos, alvarás de funcionamento etc.

### Despachante aduaneiro
Os despachantes aduaneiros tem sua profissão regulamentada pelo Decreto nº 646, de 9 de setembro de 1992. Para se tornar despachante aduaneiro, deve-se exercer a função de ajudante de despachante aduaneiro durante pelo menos dois anos e fazer uma prova no final deste periodo.

### Despachante documentalista
O despachante documentalista, apesar de ser uma das profissões mais antigas, somente foi regulamentada pela Lei Federal n.º 10.602, de 16 de dezembro de 2002, que criou a profissão de despachante documentalista, através de seus conselhos federal e estaduais. O despachante documentalista pode desenvolver suas atividades junto aos órgãos de trânsito (DETRANs), agenciando documentos de veículos. Pode, ainda, agenciar documentos junto a órgãos municipais, estaduais e federais, desde que não dependam da exigência de outra profissão.
Condições gerais de exercício - atuam predominantemente junto aos órgãos executivos de trânsito. A maior ou menor familiaridade com guias e formulários específicos gera as seguintes especializações: documentação para taxistas, para veículos de transporte escolar, para veículos de carga, documentação para o IBAMA, prefeituras, receita federal, INCRA, associações de classe, dentre outras. Trabalham como autônomos, ou sociedade empresárias.
Formação e experiência - O exercício dessas ocupações requer formação de nível médio e credenciamento junto a órgãos estaduais, nas unidades da federação onde haja legislação específica para o exercício da função. Alguns conselhos regionais oferecem cursos específicos sobre legislação e preenchimento de documentação para os diversos campos de atuação. A(s) ocupação(ões) elencada(s) nesta família ocupacional, demandam formação profissional para efeitos do cálculo do número de aprendizes a serem contratados pelos estabelecimentos, nos termos do artigo 429 da Consolidação das Leis do Trabalho (CLT), exceto os casos previstos no art. 10 do decreto 5.598/2005.
Em alguns estados, o credenciamento é feito mediante atos administrativos de órgãos públicos municipais e estaduais (delegacias de polícia, DETRAN). Em outros estados, como São Paulo, Rio de Janeiro, Paraná, Santa Catarina, Mato Grosso, Rondônia, Minas Gerais e no Distrito Federal, a atividade dos despachantes é regulada por Leis Estaduais.

### Despachante de trânsito
Ao contrário do conceito de "Despachante Documentalista" (um despachante genérico), que pretende ter atividades amplas em vários segmentos econômicos, existem também, os despachante especializados em documentação de veículos junto aos Órgãos Estaduais de Trânsito (Detran's), denominados Despachante de Trânsito que, segundo a descrição da Classificação Brasileira de Ocupações (CBO) nº 4231-10 (despachante de trânsito):
- representam o cliente junto a órgãos e entidades competentes;
- solicitam a emissão de documentos de pessoas físicas e jurídicas, de bens móveis e imóveis, alvarás, licenças e laudos diversos; efetuam inscrições, alterações e baixas em registros e cadastros;
- gerenciam serviços e atividades dos clientes; organizam arquivos de dados e monitoram datas de vencimento de documentos; regularizam débitos e créditos, apuram e pagam impostos, taxas e emolumentos;
- requerem isenções, cancelamentos, parcelamentos e suspensões de pagamentos de débitos, a devolução de indébitos e o recebimento de indenizações, seguros, pecúlios e pensões.
Em alguns estados do Brasil, o despachante especialista em trânsito, possui a atividade controlada pelos Departamentos Estaduais de Trânsito (Detran's) e emite documentos, monta processos, recolhe taxas e impostos, realiza vistoria veicular e lacra placas veiculares, ou seja, realiza um serviço completo para os cidadãos.